# Synura uvella
I Synura uvella sono dei Flagellati dell'ordine dei Crisomonadini.
Hanno una delle strutture più primitive e li si deve inserire tra il regno vegetale e quello animale. Sono forniti di un pigmento che permette di utilizzare l'energia solare per la nutrizione (assimilazione). I Synura uvella vivono in colonie dal diametro di circa 1/20 di mm. Dalla primavera all'autunno nuotano, come sferette scure, in acquitrini e stagni. Per mezzo di flagelli mobili roteano incessantemente nello specchio d'acqua, in quantità tale da farle assumere un colore scuro.